# Mohamed Ghozzi
Mohamed Ghozzi (arabe : محمد الغزي), né le 24 février 1949 à Kairouan et mort le 18 janvier 2024, est un poète et critique littéraire tunisien connu pour sa poésie riche en images soufies et en images empruntées à l'enfance.
Il a aussi écrit de nombreux contes pour enfants et des pièces de théâtre.

## Biographie
Mohamed Ghozzi suit des études primaires et secondaires à Kairouan, sa ville natale. En 1973, il obtient une maîtrise ès lettres arabes à l'Université de Tunis puis un doctorat de troisième cycle en 1989, avec un travail sur Les masques dans la poésie arabe moderne, et enfin un doctorat d'État. Il enseigne ensuite la littérature arabe dans les facultés des lettres de Kairouan et Tunis.
Féru de littérature dès son enfance, il est influencé par le milieu dans lequel il grandit, notamment la ville de Kairouan, mais aussi par sa fascination pour la poésie arabe classique, notamment pour les œuvres d'Abou Nawas, Al Buhturi et Al-Mutanabbi « qu'il dévorait avec la ferveur d'un prosélyte et d'un disciple », et pour la poésie mystique qui le marqua profondément.

## Œuvre
Abdul Kader El-Janabi et Bernard Noël donnent, dans leur anthologie du poème arabe moderne, un aperçu du style littéraire de celui qui fait « résonner une voix singulière au sein de la poésie arabe » : 
« Sa maîtrise du rythme et de l'image, sa manière d'invoquer l'enfance en peu de mots et son désir passionné de parfiler et parfiler encore toutes les lumières mystiques, sans se figer dans un quelconque ordre soufi, gratifient chaque poème d'une illumination cosmique capable d'emparadiser l'âme du lecteur. »
Dans un article publié dans La Presse de Tunisie, Mokhtar Boukhris donne un aperçu de l'œuvre de Ghozzi. Son premier recueil présente selon lui une « tonalité mystique qui ouvre la parole à la vie immédiate, célèbre le cosmos et chante la terre, en nommant les objets et en révélant leurs pouvoirs latents après que l'usage les a érodés ». Il indique que son deuxième recueil a effectué un retour aux « prairies édéniques de l'enfance immaculée pour contrecarrer le pouvoir malfaisant de l'encrapulement et de la mort ».
Le peu que j'ai reçu est considérable, publié en 1999, est pour sa part marqué par le renouvellement de la texture rythmique classique ; ce recueil se veut une « recréation du monde rendu à son état primitif, un hymne à la femme, une célébration de la terre et le chant des sens ». Le quatrième recueil de Ghozzi, très innovant et plus libre, aurait inspiré selon Boukhris des poètes arabes qui ont repris ses thèmes dans leurs propres poèmes.

## Publications

### Recueils de poésie
- Le Livre de l'eau, le livre de la braise, Tunis, 1982
- Il a tant donné, j'ai peu reçu, Tunis, 1991 (prix Abou el Kacem Chebbi (ar) à Tunis)
- Le peu que j'ai reçu est considérable, Tunis, 1999
- Il y a une autre lumière, Beyrouth, 2007
- Les Poèmes de la nuit, Tunis, 2007
- Il a tant donné, j'ai peu reçu (traduit en français par Aymen Hacen), éd. Centre national de traduction, Tunis, 2009

### Pièces de théâtre
- Le Glaive et la rose ou Ibnou Rochd (Averroès) (premier prix du festival de théâtre à Charjah)
- La Station
- Cigale, apprends-moi à chanter
- Le Clown

### Contes pour enfants
- La Triste mélodie de la flûte (premier prix de Fatma bint Hazaa à Abou Dabi)
- L'Histoire de la mer
- L'Étoile du berger
- Prête-moi ta lampe, Aladin
- Lettre à l'hiver
- Le Petit poisson
- L'Hérisson et la rose
- Les Hérons dans le lac
- Le Cadeau
- La Rose du printemps
- L'Histoire de l'étoile
- Les Nuées et l'automne